# Efekt sieciowy

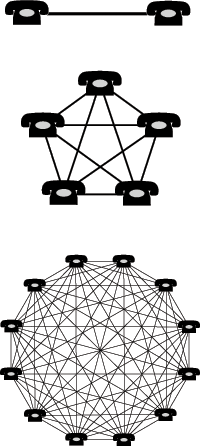
Wartość sieci (ilość możliwych połączeń) rośnie wraz z liczbą użytkowników

Efekt sieciowy, także efekt zewnętrzny sieci (ang. network effect, network externality lub demand-side economies of scale) – pojęcie w teorii ekonomii opisujące sytuację, w której obecni konsumenci dobra odnoszą korzyści, gdy zwiększa się adopcja tego dobra przez nowych użytkowników. 
Efekty sieciowe mogą być odpowiedzialne za tworzenie się niekompatybilnych, konkurujących ze sobą systemów. Co więcej, efekty sieciowe zazwyczaj generują liczne (wielokrotne) punkty równowagi i często o sukcesie danej sieci decyduje nie jej jakość, a oczekiwania użytkowników. Jak pokazuje przykład klawiatury QWERTY, wybory dokonane przez pierwszych konsumentów mogą prowadzić do ustanowienia standardu i utrudnić rozwój konkurencyjnym technologiom. Konkurencja ze strony nowych przedsiębiorstw na rynkach charakteryzujących się efektami sieciowymi i zamkniętymi standardami może być bardzo trudna lub niemożliwa. Niekompatybilne sieci mogą prowadzić do efektywnej konkurencji „o rynek”, ale częściej są źródłem nieefektywności. Polityka gospodarcza usiłuje regulować zachowanie się przedsiębiorstw, które celowo kreują niekompatybilności aby w celach antykonkurencyjnych wykorzystać istniejące efekty sieciowe.
Szczegółowe analizy i badania empiryczne dowodzą istnienia efektów sieciowych w wielu dziedzinach, w tym telekomunikacji, radiu i telewizji, sprzęcie komputerowym, oprogramowaniu, giełdach, kartach kredytowych.

## Definicja
Dobro charakteryzuje się efektem sieciowym, jeżeli dla każdego konsumenta i jego funkcja użyteczności ui(x) z uczestnictwa w sieci jest rosnącą funkcją jej rozmiaru x. W szczególnym przypadku, gdy każde połączenie w sieci jest warte dla każdego jej uczestnika tyle samo, wówczas funkcja użyteczności jest liniowa oraz jednakowa dla wszystkich konsumentów i całkowita wartość sieci jest funkcją kwadratową jej rozmiaru. Ten szczególny przypadek opisuje tzw. prawo Metcalfe’a.

## Rodzaje efektów sieciowych
Efekty sieciowe mogą być bezpośrednie lub pośrednie. Dobro charakteryzuje się bezpośrednim efektem sieciowym, jeżeli decyzje różnych nabywców o jego adopcji są komplementarne. Oznacza to, że użyteczność danego dobra dla każdego z konsumentów, a także ich skłonność do jego adopcji, rosną im więcej innych konsumentów je adoptuje. Możliwości komunikacji dla użytkownika sieci telekomunikacyjnej lub osoby posługującej się językiem obcym rosną im więcej innych osób także się nimi posługuje.
Pośredni efekt sieciowy ma miejsce gdy pozytywny efekt na zwiększoną adopcję dobra na jednym rynku ma miejsce poprzez jej wpływ na inny rynek. Na przykład, użytkownicy konsoli gier wideo mogą nie korzystać bezpośrednio, gdy inni użytkownicy kupują ten sam system, ale mogą korzystać pośrednio, ponieważ większa baza użytkowników często prowadzi do większego wyboru i lepszej jakości gier.

## Skutki efektów sieciowych
Efekty sieciowe po raz pierwszy zostały wprowadzone do literatury ekonomicznej przez J. Rohlfsa, który opisał je analizując rynki usług telekomunikacyjnych. Zazwyczaj ceny dóbr charakteryzujących się efektami sieciowymi nie uwzględniają w pełni ich istnienia przez co efekty sieciowe powodują często dodatnie efekty zewnętrzne. Oznacza to, że produkty dla których istnieje tylko jedna sieć charakteryzują się niedostateczną adopcją w porównaniu z optimum społecznym.
Efekty sieciowe zwiększają również skłonność konsumentów do zachowań stadnych, co zwykle nazywa się efektem owczego pędu. W przypadku gier statycznych, czyli gdy konsumenci podejmują decyzje o uczestnictwie w sieci jednocześnie, w których występuje efekt sieciowy, punkt równowagi zazwyczaj nie jest wyznaczony jednoznacznie. W tej sytuacji, który punkt równowagi będzie wybrany przez konsumentów zależy zazwyczaj od ich przekonań dotyczących zachowań innych konsumentów. Te przekonania mają często własność samospełniających się przepowiedni.
Z kolei w grach dynamicznych, czyli gdy konsumenci podejmują decyzje o uczestnictwie w sieci jeden po drugim, charakteryzujących się efektem sieciowym występuje zazwyczaj dodatnie sprzężenie zwrotne.

## Przykłady
Efekty sieciowe występują w przypadku większości dóbr informacyjnych.

### Telekomunikacja
Literatura na temat efektów sieciowych została zainspirowana analizą rynków telekomunikacyjnych. Z punktu widzenia klientów jest bardzo ważne, aby rozmowa zapoczątkowana u jednego operatora mogła dojść do skutku, nawet gdy rozmówca należy do innej sieci. Współczesna polityka telekomunikacyjna podkreśla interoperacyjność sieci oferowanych przez różne firmy. Gdy rynek telefoniczny w USA był nieregulowany i zmonopolizowany przez firmę Bell, często odmawiała ona połączeń z sieciami lokalnych konkurentów co prowadziło do sytuacji, w której konsumenci nabywali dwa telefony, po to aby móc kontaktować się w obrębie obu sieci. Podobna sytuacja do pewnego stopnia miała miejsce we wczesnym okresie telefonii komórkowej, choć jej skutki zostały zminimalizowane przez wprowadzenie telefonów wielosystemowych, które potrafią działać w wielu sieciach.

### Betamax vs VHS
W drugiej połowie lat 70. XX wieku, powstały dwa konkurencyjne formaty zapisu obrazu i dźwięku na taśmach magnetycznych: VHS oraz Betamax. Powszechnie uważano, że system Betamax oferował lepszą jakość obrazu i dźwięku, ale zaletą systemu VHS była większa długość kaset. Przez pewien okres wypożyczalnie video w Stanach Zjednoczonych oferowały filmy w obu formatach. Bez efektów sieciowych oba formaty mogłyby istnieć do dziś: klienci, którzy preferowaliby wyższą jakość obrazu wybraliby system Betamax, podczas gdy ci, którzy woleliby nagrywać długie programy telewizyjne wybraliby VHS. W rzeczywistości jednak, dostępność filmów i sprzętu w formacie Betamax stopniowo zaczęła spadać. Ostatecznie wszyscy konsumenci, także ci, którzy woleli wyższą jakość nagrań oferowaną przez Betamax i nie byli zainteresowani nagrywaniem długich programów telewizyjnych, nie mieli wyboru, lecz musieli zakupić sprzęt w systemie VHS. Pośredni efekt sieciowy jest w tym przypadku ewidentny. Konsument, który wraz z większością wybrał system VHS miał do wyboru szeroką gamę filmów, konsument pozostający przy systemie Betamax, nie miał praktycznie żadnego wyboru filmów.

### Microsoft
Silne efekty sieciowe istnieją także na rynku systemów operacyjnych, oprogramowania oraz formatów. 
Ponieważ produkowany przez Microsoft system operacyjny Windows ma wielu użytkowników, przyciąga on programistów tworzących aplikacje. Programiści piszą przede wszystkim oprogramowanie, które działa na dominującej platformie i ma miejsce pośredni efekt sieciowy. Proces antymonopolowy przeciwko firmie Microsoft wytoczony przez Departament Sprawiedliwości Stanów Zjednoczonych oparty był na istnieniu efektów sieciowych na rynku oprogramowania, które stanowią barierę dla wejścia na rynek konkurencyjnych firm. Dokumenty zebrane w trakcie procesu dowodzą, że Microsoft jest bardzo świadomy tych efektów i wykorzystywał je dla własnych korzyści. Badania ekonometryczne wydają się potwierdzać istnienie efektów sieciowych na rynku edytorów tekstu i arkuszy kalkulacyjnych, choć niektórzy ekonomiści uważają, że różnice w jakości, a nie efekty sieciowe, są odpowiedzialne za sukces poszczególnych programów.

### Klawiatura QWERTY
Często podawanym przykładem efektów sieciowych jest również klawiatura QWERTY, która dzięki wydarzeniom historycznym stała się de facto standardem, pomimo tego że istnieją alternatywy, które cechują się wyższą wydajnością, na przykład klawiatura Dvoraka. Istnieją jednak wątpliwości, czy projektowanie klawiatury charakteryzuje się silnymi efektami sieciowymi; większość ludzi ma możliwość pracy z własną klawiaturą, a dodatkowo układ klawiszy na klawiaturze można zmienić na przykład z QWERTY na Dvoraka korzystając z odpowiedniego oprogramowania.